# Hypenula domingonis
Hypenula domingonis là một loài bướm đêm trong họ Noctuidae.